# Opsikion

Die Themen in den 750er-Jahren

Das Thema Opsikion (altgriechisch θέμα Ὀψικίου, théma Opsikíou) oder kurz Opsikion (altgriechisch [θέμα] Ὀψίκιον [théma] Opsíkion, von lateinisch Obsequium) war ein byzantinisches Thema (eine Provinz) im nordwestlichen Kleinasien (heutige Türkei). Ursprünglich aus dem kaiserlichen Gefolge gebildet, war das Opsikion das größte und einflussreichste der frühen Themen, da es am nächsten an Konstantinopel lag. Nachdem es im 8. Jahrhundert eine wichtige Rolle in mehreren Revolten spielte, wurde es etwa 750 in drei Teile gespalten und verlor seine frühere Bedeutung. Als verkleinertes Thema überlebte es bis zum Vierten Kreuzzug.

## Geschichte
Das opsikische Thema war das erste der vier ursprünglichen Themen. Es hat seinen Ursprung in den präsentalischen Heeresteilen der Oströmischen Armee. Der Begriff Opsikion leitet sich vom lateinischen Obsequium („Gefolge“) ab und meinte im frühen 7. Jahrhundert die Einheiten, die den Kaiser auf seinen Feldzügen begleiteten. In seiner frühen Phase könnte das Opsikion in Konstantinopel stationiert gewesen sein. In den 640ern wurde es aber aufgrund der vernichtenden Niederlagen der Byzantiner gegen die islamischen Araber nach Kleinasien transferiert, und in großen Militärbezirken angesiedelt, die „Themen“ (Themata) genannt wurden. Das opsikische Thema war also jenes, in dem das kaiserliche Opsikion angesiedelt wurde. Es umfasste das ganze nordwestliche Kleinasien (Mysien, Bithynien, Teile von Galatien, Lydien und Paphlagonien) von den Dardanellen bis zum Halys, mit Ankyra als seiner Hauptstadt. Das genaue Datum der Einrichtung des Themas ist unbekannt; die früheste Erwähnung deutet auf eine Gründung 626 hin, die erste gesicherte Quelle erwähnt das Thema 680. Es ist auch möglich, dass das Thema ursprünglich auch Thrakien umfasste, dass anscheinend im späten 7. und frühen 8. Jahrhundert zusammen mit dem Opsikion verwaltet wurde.
Der besondere Ursprung des Themas von Opsikion spiegelte sich in mehreren Aspekten wider. Der Titel seines Befehlshabers war nicht Stratēgos (griechisch στρατηγός, „General“) wie in den anderen Themen, sondern Komēs (κόμης, „Graf“), bzw. Komēs tou basilikou Opsikiou (altgriechisch κόμης τοῦ βασιλικοῦ Ὀψικίου, „Graf des kaiserlichen Opsikion“). Das Thema war auch nicht in turmai unterteilt, sondern in Domestikate, die durch die Elite-Regimenter der Armee wie die Optimaten und Bukellarier gebildet wurden. Das hohe Ansehen des Themas wird außerdem durch die Siegelaufschrift „Gottbehütetes kaiserliches Opsikion“ (altgriechisch θεοφύλακτον βασιλικόν ὀψίκιον; lateinisch a Deo conservandum imperiale Obsequium) demonstriert.
Da das Thema nahe an Konstantinopel lag und unter allen Themen die wichtigste Stellung einnahm, kam es häufig zu Revolten durch die Grafen des Opsikion. Bereits 668 wagte der Komēs Mizizios nach dem Tod des Konstans II. auf Sizilien eine Revolte, welche aber misslang. Unter dem Patrikios Barasbakurios wurde Opsikion zur größten Machtbasis des Justinian II. (regierte 685–695 und 705–711). Justinian siedelte auch viele Südslawen, die in Thrakien gefangen genommen worden waren, dort an, um die Schlagkraft des Themas zu erhöhen. Der Großteil dieser Slawen desertierte aber in der ersten Schlacht zu den Arabern. Im Jahr 713 erhob sich die opsikische Armee gegen Philippikos Bardanes (regierte 711–713), der Justinian II. gestürzt und ermordet hatte, und inthronisierte Anastasios II. (regierte 713–715), nur um diesen gleichfalls im Jahre 715 wieder abzusetzen und Theodosios III. (regierte 715–717) an seiner statt zu erheben. Im Jahr 716 unterstützte die opsikische Armee Leo III. (regierte 716–740) beim Erringen der Kaiserkrone, aber 718 erhob sich der Patrikios Isoes erfolglos gegen ihn. Im Jahr 741–742 benutzte der Kuropalates Artabasdos das Thema als Machtbasis für seine kurze Revolte gegen Kaiser Konstantin V. (regierte 741–775). Im Jahr 766 wurde ein weiterer Komēs zur Strafe für eine Revolte gegen den Kaiser geblendet (siehe auch Konstantin Podopaguros). Nicht nur die Machtgier der Grafen des Themas von Opsikion war der Grund für die zahlreichen Putschversuche: die Opsikier waren standfeste Ikonodule und standen der bilderstürmerischen Politik der Syrischen Dynastie feindlich gegenüber. Die Folge war, dass Kaiser Konstantin V. die Macht des opsikischen Themas beschnitt, indem er es in zwei kleinere Einheiten, das Thema der Bukellarier und der Optimaten aufteilte. Gleichzeitig rekrutierte der Kaiser eine neue, strikt ikonoklastisch veranlagte Elite-Einheit, die Tagmata.
Das Opsikion wurde also von einer Elite-Garde-Einheit zu einem regulären Kavallerie-Thema degradiert: die Opsikier wurden in turmai gegliedert, und sein Komēs fiel auf den sechsten Rang der thematischen Befehlshaber zurück und wurde sogar in den „gewöhnlichen“ Titel Stratēgos umbenannt. Im 9. Jahrhundert bezog er 30 Pfund Gold als Sold und befehligte 6000 Soldaten (von früher 18.000 Soldaten des alten Opsikion). Die Hauptstadt des Themas wurde nach Nikäa verlegt.
In der Revolte Thomas’ des Slawen in den frühen 820ern blieb das Opsikion dem Kaiser Michael II. (regierte 820–829) treu. Im Jahr 866 unterstützte der opsikische Strategos Georgios Peganes die Rebellion seines thrakesischen Amtskollegen Symbatios gegen Basileios I. (regierte 867–886), damals der Mitkaiser von Michael III. (regierte 842–867), und um 932 revoltierte Basileios Chalkocheir gegen Romanos I. (regierte 920–944). Beide Revolten konnten schnell gestoppt werden. Das Thema existierte in der gesamten komnenischen Periode des Byzantinischen Reiches. Irgendwann im 12. Jahrhundert wurde das Thema der Ägäis mit dem opsikischen verschmolzen. Das opsikische Thema überlebte wohl bis in die Zeit des Kaiserreichs von Nikäa: Georgios Akropolites berichtet, dass es 1234 an die „Italier“ (Lateiner) fiel.